# Нитоген
Нитоген је четврта књига коју књижевник, песник, блогер и критичар Миљан Ристић објављује. Књига је обајвљена 2013. године и издању Крајинског Књижевног Клуба из Неготина. У питању је збирка прича које је састављена од прича које се баве различитим темама, почевши од шаљивих, ироничних и сатиричних прича до оних које се баве правим животним трагедијама. Сам назив књиге „Нитоген“ заправо представља контра (здесна улево) написан назив града Неготин, града у којем је аутор рођен и у којем и дан данас живи. Оно што повезује све приче из збирке у једну целину јесте сам назив књиге, јер књига заправо приказује атипичне животне приче житеља тог града. Неготина. Нитогена. 
Књига је подељена у три целине: Колективно несвесно, Ах те жене и Праве вредности.
У те три целине обајвљено је укупно 36 кратких прича од којих је аутор неке претходно објавио на свом блогу / порталу Експеримент у којем је све могуће.

## Појам Нитоген
У уводној речи књиге Нитоген аутор је за сам назив књиге између осталог рекао: „За реч Нитоген први пут сам чуо још далеких деведесетих година двадесетог века, када је један локални панк бенд кренуо са стварањем своје музике и деловањем под тим називом. Још тада сам био фасциниран том иновативношћу и игром извртања речи, знајући да ће са временом сама реч добити на важности, примени и значају баш зато што је и настала као тежња да се пронађе алтернатива за сав тај преовладавајући примитивизам, просечност, стереотипност, тривијалност... Ова књига и јесте покушај да се самом том појму да крајња форма, смисао и контекст. Погрешно и непотпуно је схватити појам Нитоген као другу страну медаље, као тамну страну наше колективне и индивидуалне свести и душе, јер он представља и симболише много више од тога.
На корицама књиге је фотографија главне улице у Неготину (Кнеза Михаила) аутора Ивана Александровића (Алекс Ивањи) у којој је убачен вир који је почео да гута све око себе.

## Називи прича из књиге Нитоген

### Колективно несвесно
- Ко је овде луд?
- Упали светло да ти видим виски
- Светска економска
- Ко је овде кретен?
- Facebook
- Поштоноша
- Позориште
- Момак за женидбу
- Сладолед
- Жаба (бити ин)
- Колико кошта инспирација?
- Снег
- Многи родитељи не заслужују да имају децу
- Идентитет
- Пуне кесе
- Фудбалски турнир
- Сусрет дегенерације
- Висок притисак (добра куца)
- Шта је песник хтео да каже?

### Ах, те жене
- Три жене
- И она је само жена
- Опроштајни дар
- Мали принц
- Швалерисао бих се ја ал’...
- Прст
- Балони
- Девојка мог друга
- Ја сам лезбијка, спалите ме на ломачи

### Праве вредности
- Верујте у деда Мраза
- Ах, та историја
- Само пракса
- Порез (пацови)
- Замена улога
- Није срамота немати
- Капија
- Знак